# 布氏白粉菌
布氏白粉菌（学名：Blumeria graminis）又名禾本科布氏白粉菌，是属于白粉菌目白粉菌科布氏白粉菌属的一种真菌，寄生在禾本科植物上。该种分布于全世界。